# Flygvapenmuseum

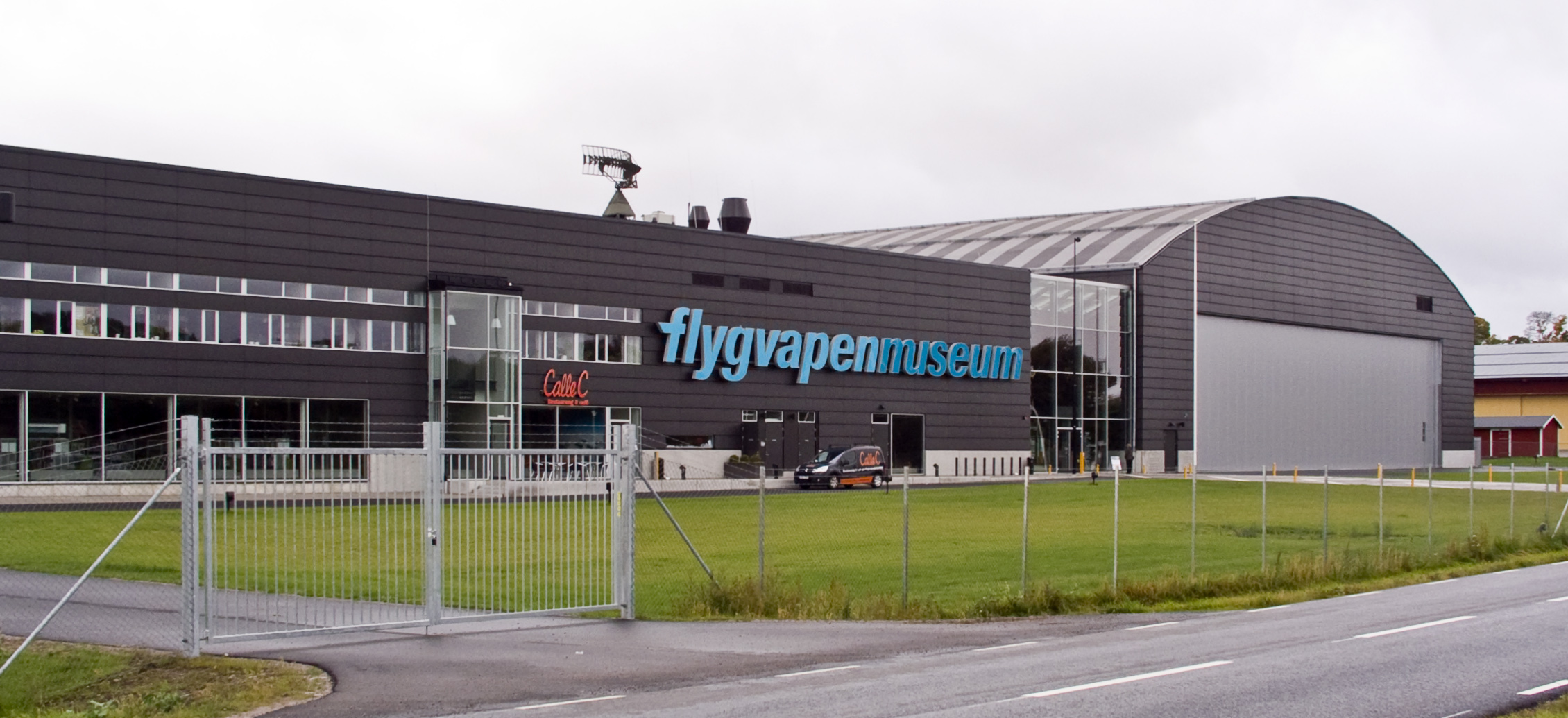
Flygvapenmuseum efter ombyggnaden 2010.

Flygvapenmuseum är ett svenskt statligt teknik- och kulturhistoriskt museum med utställningar om militärflygets utveckling från tidigt 1900-tal fram till i dag. 
Flygvapenmuseum ligger vid militärflygfältet Malmen i Malmslätt väster om Linköping. Det visar flygmaskiner från pionjärtiden fram till dagens JAS 39 Gripen. Flera av museets flygmaskiner är helt unika i världen.
Flygvapenmuseum har till uppgift att bevara och visa föremål samt att sprida kunskap om det svenska militärflygets historia. I samlingarna finns cirka 100 000 föremål. Förutom flygmaskiner finns föremål från flottiljlivets olika verksamheter – uniformer, ritningar, textilier, sjukvårds- och teknikprylar.
Tillsammans med Armémuseum och museinätverket Sveriges militärhistoriska arv ingår Flygvapenmuseum i myndigheten Statens försvarshistoriska museer. Bakom bildandet av Flygvapenmuseum står bland annat Östergötlands Flyghistoriska Sällskap, som idag fungerar som stödförening för museet och arbetar aktivt bland annat med restaurering av flygplan.

## Historik
Den förste aviatören i Sverige var friherren och bilhandlaren Carl Cederström. Under en resa i Köln såg han flygningar som fransmannen Louis Blériot utförde och blev så intresserad att han for till Frankrike för att lära sig flyga och köpte ett flygplan. 1910 kom han sedan tillbaka till Sverige som den förste svensk med aviatördiplom.

### Flygets vagga på Malmen
I juni 1911 besökte Cederström Östgötaregementets exercisplats Malmen utanför Linköping för en flyguppvisning, vilken Linköpingsborna gick man ur huse för att se. Cederström själv fann Malmen mycket lämplig för flygning och eftersom armén och marinen behövde utbilda förare till sina nystartade flygenheter organiserade Cederström en flygskola på Malmen. Flygskolan startade 1912.

### Upptakt för ett flygvapenmuseum
Det svenska flygvapnet bildades 1926 och flygflottiljer byggdes upp över landet. Kungliga Östgöta Flygflottilj på Malmen gavs beteckningen F 3. Flygtekniken utvecklades snabbt under 1900-talet. De framsynta flottiljcheferna vid F 3 – överste Gösta von Porat och överste Hugo Beckhammar – skapade grunden till en museisamling genom den så kallade Malmensamlingen, bestående av elva flygplan och dess kringutrustning, som förvarades i en av livgrenadjärernas gamla lägerhyddor. 
Det lokala näringslivet, bland annat Saab och CVM (Centrala verkstaden Malmslätt), bidrog likaså med kunskap, material, tid och pengar för uppbyggnaden av de flyghistoriska samlingarna. Även Linköpings kommun gav sitt stöd, bland annat genom att bygga en tillfällig magasinshangar i Ryd i Linköping. 
År 1967 öppnades samlingarna för allmänheten. Lokalen var ett nybyggt magasin i Ryd som ligger mellan Malmslätt och centrala Linköping. Utställningen bestod då av 26 flygplan. Visningarna sköttes av medlemmar i den nybildade föreningen Östergötlands Flyghistoriska Sällskap (ÖFS), vars syfte var att verka för tillkomsten av ett flygvapenmuseum på Malmen. Museiplanerna var dock inte färdiga ännu. Den statliga museiutredningen MUS 65 (Museisakkunniga) arbetade i flera år och en delrapport rekommenderade ett militärt flygmuseum på Malmen. Fram till organiserandet av myndigheten SFHM hade flygvapnet och Försvarets materielverk ansvar för samlingen. 

### Flygvapenmuseum – ett statligt museum
År 1977 organiserades Flygvapenmuseum i den statliga myndigheten Statens försvarshistoriska museer. Museets första utställningshall på Malmen i Linköping invigdes av kung Carl XVI Gustaf den 8 mars 1984. År 1989 invigde prins Bertil nästa etapp av utbyggnaden, en andra hall. Totalt fanns ett 60-tal flygplan utställda.

## Etapp 3

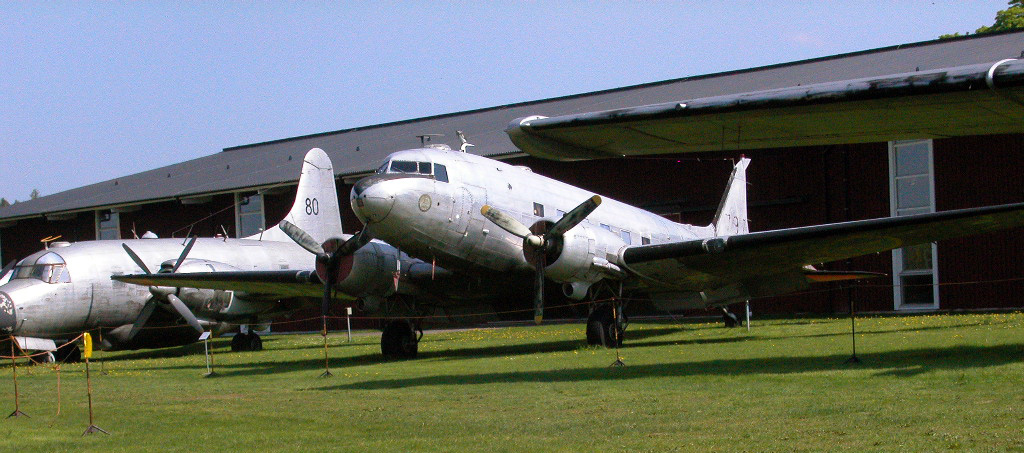
En Tp 79 vid Flygvapenmuseum.

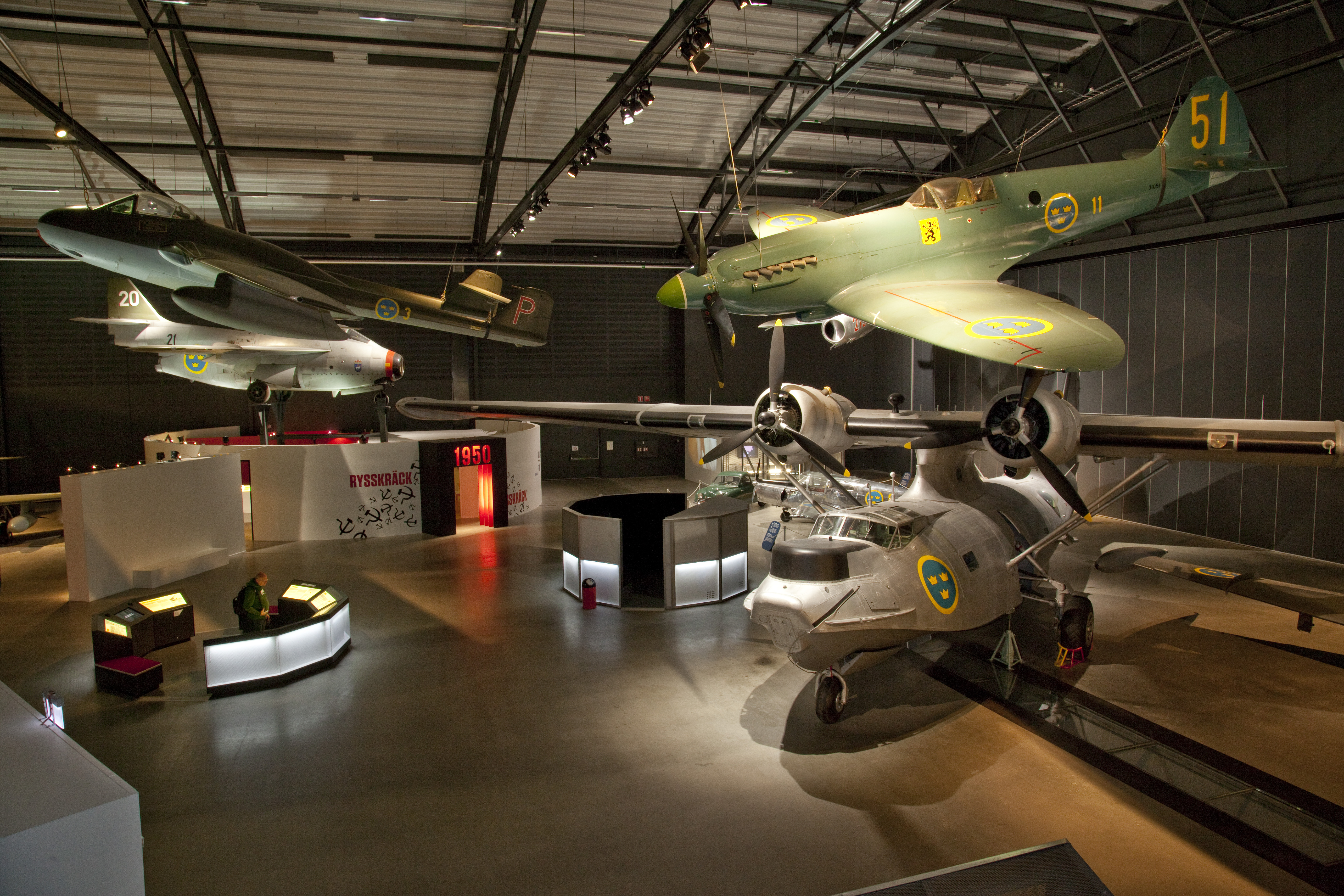
Utställningen "Om kriget kommer – Sverige under kalla kriget".

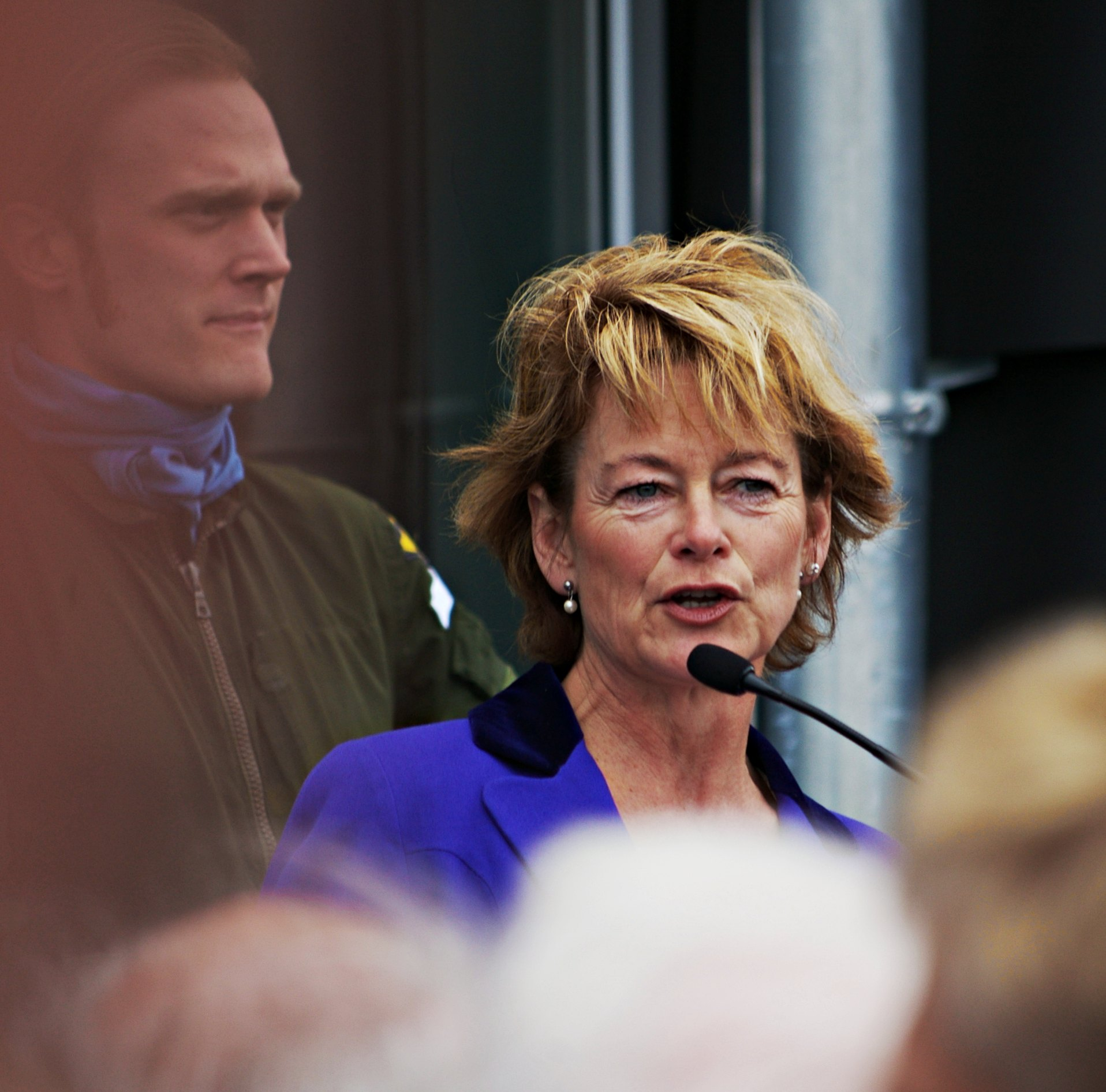
Kulturminister Lena Adelsohn Liljeroth talar vid nyinvigningen av Flygvapenmuseum.

År 2003 hittades vraket av den DC-3:a (Tp 79) som sköts ned av ett sovjetiskt MiG-15 över Östersjön 1952. Året därefter bärgades flygplanet och placerades på Musköbasen i Stockholms skärgård för haveriutredning och vård. Samma år gav regeringen Statens försvarshistoriska museer i uppdrag att bevara och ställa ut DC-3:an på Flygvapenmuseum. Nu blev en utbyggnad nödvändig och planerna på en tredje utbyggnadsetapp tog fart.
Från och med år 2008 fick Flygvapenmuseum en anslagshöjning med sju miljoner kronor per år till bevarandet av DC-3:an samt för förnyelse och utbyggnad av museet. I och med detta beslut kunde projekteringen av en utbyggnad starta, liksom flera restaureringsprojekt, bland annat den Catalina och MiG-15 som skulle ingå i utställningen kring den bärgade DC-3:an (Fv-nummer 79001) och kalla kriget.
Det första spadtaget togs i oktober 2008. På grund av byggnationerna tvingades museet stänga från mars 2009 till nyinvigningen. Den bärgade DC-3:an lyftes ner i källaren 13 maj 2009.

### Ett museum för alla
Den 12 juni 2010 återinvigdes Flygvapenmuseum av kulturminister Lena Adelsohn Liljeroth. Utökningen omfattar drygt 6 000 kvadratmeter publik yta och cirka 1 200 kvadratmeter för arkiv och nya administrationslokaler. Förutom utställningen om Sverige under kalla kriget med den bärgade DC-3:an i fokus innebar förnyelsen:
- ett faktarum med arkiv och bibliotek
- ett science center, Flyglabbet, för barn och ungdomar som vill upptäcka ”varför och hur det flyger”
- ett utrymme för kontinuerligt växlande tillfälliga utställningar
- en hörsal för möten och tillställningar
- restaurang och café
- omgjorda gamla basutställningar.

## Basutställningar

### Det svenska militärflyget 1910–1945[9]
Det svenska militärflygets utveckling – från begynnelsen till dagens JAS 39 Gripen – beskrivs i en av Flygvapenmuseums basutställningar. Utställningen är uppdelad i epokerna Pionjärer, Mellan krigen och Beredskap, men innehåller också en resumé över flygets teknikutveckling.
De 34 utställda flygplanen står tätt i hallarna och för varje epok beskrivs också vad som hände för övrigt i Sverige och i omvärlden, hur hotet såg ut och hur den svenska försvarspolitiken och försvarsindustrin svarade mot hotet. 
I utställningen visas bildspel för varje epok som återger också händelser i omvärlden, hur den enskilda människan levde och roade sig och tekniska nyheter som steg för steg har lett till att underlätta vardagen. Föremål, både civila och militära, ger likaså en bild av tiden. Unika arkivfilmer visar bland annat flygplan i luften och arbetet med dem på marken. 
Illustrationer återger vardagsbilder från en flottilj under epokerna. Här ges också en vägledning om vad som är typiskt för flygplanen vid tiden. Filmer, bilder och information om flygplanen och om flygvapnets utveckling visas i multimediastationer. Varje flygplan presenteras dessutom på skyltar direkt vid flygplanen. Berättelsen fördjupas genom nedslag i viktiga händelser och nyheter som har lett till utvecklingen av det samhälle vi lever i idag.

#### Utställda luftfarkoster
Pionjärer: M 1 Nieuport IV-G, B 1 Bréguet, SK 1 Albatross, J 1 Phönix, Ö 1 Tummelisa, Thulin Typ G, L II Donnet-Lévêque, Macchi M.7 och SK 5.  
Mellan krigen: B 3 Junkers Ju 86K, B 4 Hawker Hart, S 6 Fokker CVE, SK 9 DH 60T Moth Trainer, SK 10 Tigerschwalbe, SK 14 NA-16-4M och J 8 Gloster Gladiator.
Beredskap: B 17 SAAB, B 18 SAAB, B 16 Caproni, S 14 Fieseler Storch, J 9 Seversky Republic, J 11 Fiat CR 42, J 20 Reggiane 2000 Falco, J 21A SAAB, J 22 FFVS och J 26 Mustang.
Flygets teknikutveckling: SK 12 Focke Wulf Stieglitz, SK 25 Bücker Bestman, SE 104 DFS Weihe, HKP 1 Vertol 44A, HKP 2 Alouette II, JAS 39 Gripen, SAAB 210 Lill-Draken och J 21R SAAB.

### Om kriget kommer – Sverige under kalla kriget[10]
Basutställningen ”Om kriget kommer” är berättelsen om hur Sverige förberedde sig för ett krig som aldrig bröt ut, men som världen väntade på och förberedde sig för i över fyra decennier.
Från mitten av 40-talet delades världen in i öst och väst. Kampen stod mellan de två supermakterna Sovjetunionen och USA och deras allierade. Det var ett kallt krig. Det var inte krig, men inte heller fred. Ibland var krigsutbrottet nära, ibland på tryggt avstånd. Kriget var aldrig direkt, men kampen fördes ständigt på andra arenor. Vem hade den största atombomben, vem kom först ut i rymden och vem var bäst i idrott? I våldsamma konflikter valde supermakterna sida och kampen om allierade var ständigt närvarande. 
Inklämt mellan Sovjetunionen och USA skulle Sverige möta den otrygga världen med ett starkt flygvapen och ett tryggt samhälle. Alliansfrihet, samarbete med väst, atombombsprogram, rysskräck, spaning och ubåtsjakt är en del av den berättelsen. En annan är trygghet och välfärd.

#### Utställda luftfarkoster
MiG-15, J 33 Venom, TP 47 Catalina, S 31 Spitfire, J 28A Vampire, J 29C Tunnan, J 34 Hunter, J 35D Draken, AJS 37, A 32A Lansen, SK 60A, HKP 3C3, HKP 4, HKP 9A, JAS 39B Gripen och RB 68 (robot).
Förutom att betrakta de utställda flygplanen kan besökarna också hälsa på hos familjen Folkesson i form av komplett inredda 50-, 60-, 70- och 80-talsrum. Rummen återger framväxten av det moderna svenska välfärdssamhället, även kallat folkhemmet.

### Hemliga handlingar - DC-3:an som försvann

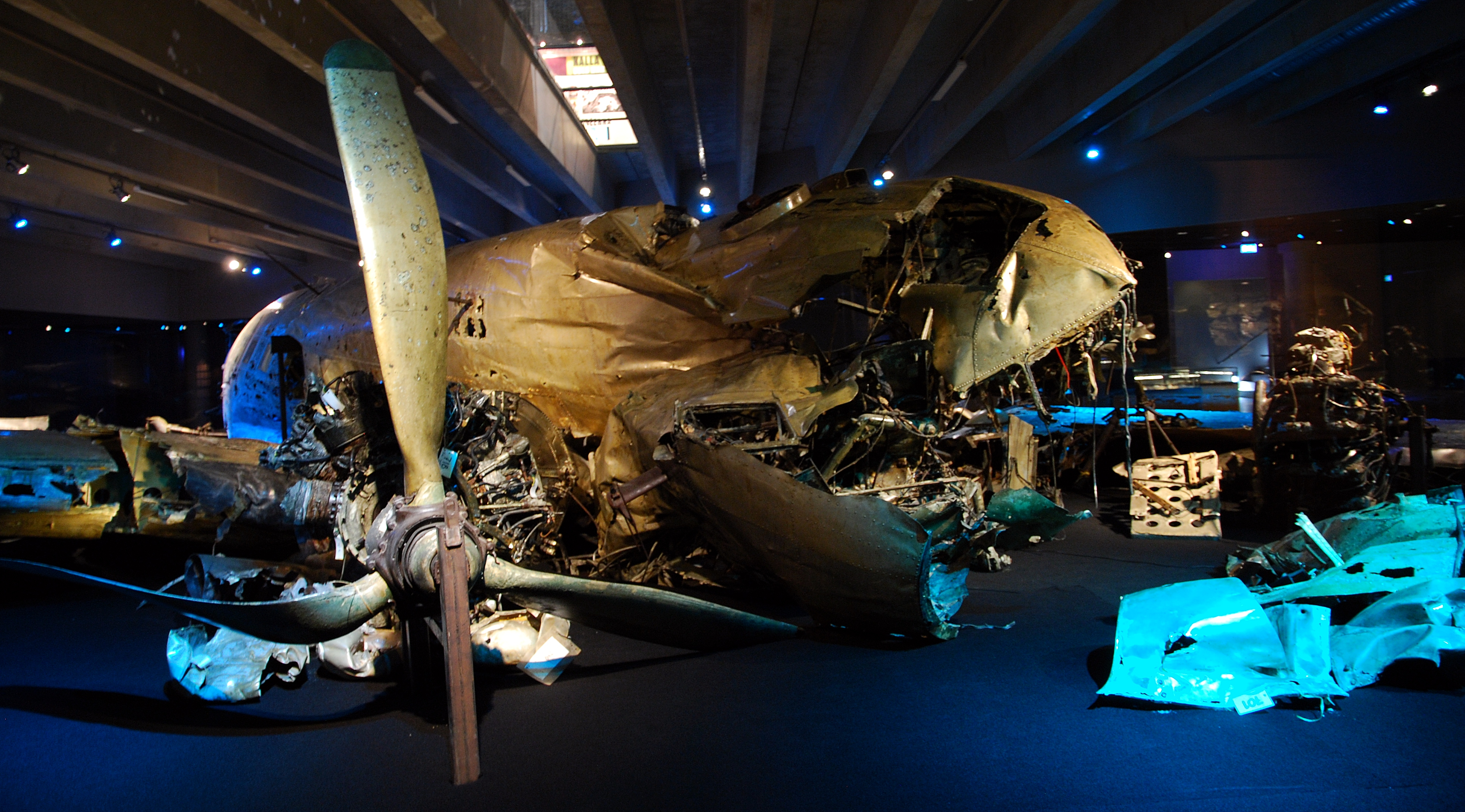
Vraket av DC-3:an.

Sverige hade i största hemlighet inlett ett underrättelsesamarbete med engelsmännen. Den 13 juni 1952 begav sig en svensk DC-3:a (Tp 79) med åtta personer ombord ut på ett uppdrag. Sovjet, som var välinformerade genom den svenska spionen Stig Wennerström, kände till DC-3:ans uppgift – spaning mot ryska luftförsvaret och dess radarstationer.
DC-3:an sköts ned av ett sovjetiskt jaktplan av modell MiG-15, någonstans utanför Gotska sandön, och försvann i djupet. Händelsen var starten på femtio år av spekulationer, lögner och mystik. För de anhöriga femtio år av ovisshet och sökande efter sanningen.
År 2003 påträffades vraket av den nedskjutna DC 3:an. Det bärgades året därpå och lades så småningom till vila i Flygvapenmuseums källare. I utställningen ”Hemliga handlingar – DC-3:an som försvann” har belönats Årets utställning 2010. av branschföreningen Forum för utställare Motiveringen löd: 
Flygvapenmuseum gestaltar kalla krigets mest dramatiska händelse utan att väja för den mångfald av svåra frågor som fortfarande är levande i DC-3:ans historia. Den såväl suggestiva som minimalistiska gestaltningen hjälper besökaren att skapa sin egen förståelse av händelsen genom studier av nedslagsplatsen och genom en resa i de historiska arkiven. Utställningen förändrar synen på vad ett militärhistoriskt museum kan förmedla.

### Galleri Döderhultarn

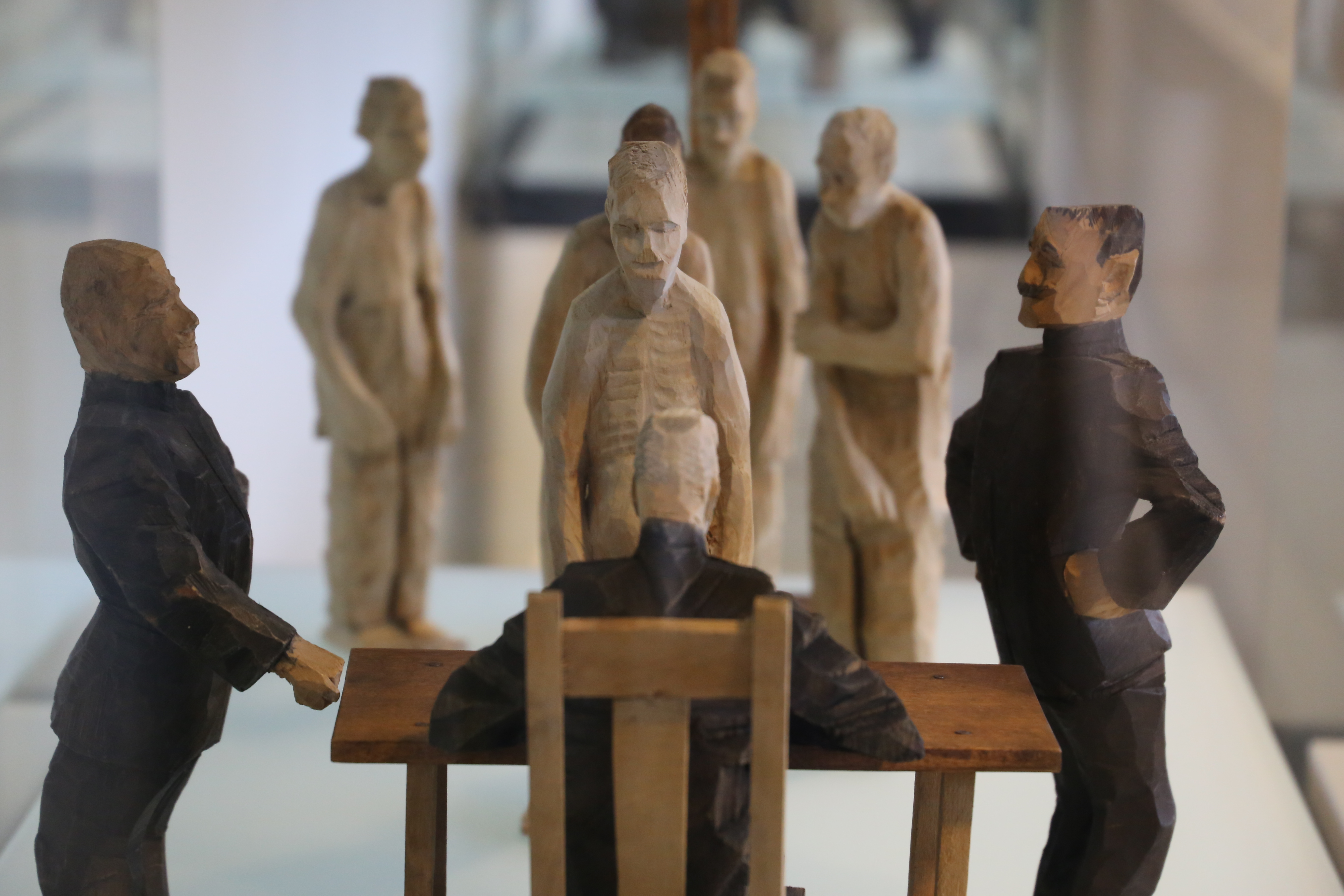
Beväringsmönstringen av Döderhultarn.

Den kände svenske träsnidaren Axel Robert "Döderhultarn" Petersson var mycket förtjust i att flyga, ett intresse som han plötsligt fick, när han låg på rygg i solen en sommardag på den svenska ostkusten och ett flygplan flög rakt över honom.
- "Å, vad det kändes konstigt i kroppen! Och då föll det som fjäll från mina ögon. Då begrep jag i en hast, hur vansinnigt det var att arbeta. Och då förstod jag, att det enda, som kunde ge livet någon mening, det var att susa fram uppe bland skyarna! – Nu spelar ja` på lotteri för att få pängar till en flygmaskin"[13]

Efter att ha tagit detta beslut, tog han kontakt med flygskolan på Malmen och lyckades komma med på flera militära flygningar – 13 allt som allt. Han flög också i en zeppelinare, men detta imponerade inte på honom. "Det här är transport för kreatur, barn och sjuka kvinnor", var hans kommentar.
År 1920 gavs en utställning i Linköping där Döderhultarn visade några av sina figurer. Men den här gången var det inte lika uppskattat. Med motvilja tog han med sig figurerna till Malmen och gav dem till sina vänner på flygskolan.
Fem av hans grupper av träskulpturer finns fortfarande kvar på Malmen och ställs ut på Flygvapenmuseum.
• Schackspelare
• Beväringsmönstringen
• Auktionen
• Bröllopet
• Begravningen

## Flyglabbet – museets science center
I Flygvapenmuseum finns ett science center, Flyglabbet. Där kan besökarna lära sig mer flygteknik och aerodynamik. I Flyglabbet finns en JAS 39 Gripen flygsimulator. Styrspaken i simulatorn är från den första prototypen av JAS 39 Gripen (39-1), vilken skiljer sig något från styrspaken i de serietillverkade flygplanen.